# Carl Robert Jakobson
Carl Robert Jakobson (født 26. juli 1841 i Tartu, død 19. marts 1882 i Kurgja, Estland) var en estisk forfatter, politiker og lærer. Han var aktiv i den nationale bevægelse i landet og en af de vigtigste personer i den estiske opvågning i anden halvdel af 1800-tallet.
I Vändra vald drev Jakobson gården Linnutaja i landsbyen Kurgja ved Pärnuelva. Han startede her en estisk national avis, skrev estisksprogede bøger for børn og ikke mindst landbrugsmanualer for bønderne. Han var en oplysningsmand som underviste bønderne i bedre dyrkingsteknikker og drev Linnutaja som en videnskabelig mønsterfarm. Han havde planer om at udvikle Kurgja til et landbrugsvidenskabeligt centrum i Estland, men døde blot 41 år gammel før planerne blev sat ud i livet.
Mellem 1860 og 1880 blev Guvernementet Estland under det Russiske Kejserrige ledet af en moderat regering domineret af adelige. Jakobson blev leder af en radikal fløj, og han argumenterede for store reformer i Estland. Han var ansvarlig for det økonomisk-politiske program. Jakobson opfordrede estere til at kræve de samme politiske rettigheder som tyskbalterne havde – og en ende på de privilegerede stillinger som de adelige tyskbaltere fik.
I 1878 startede Jakobson den estiske avis Sakala. Han drev den frem til 1882, og avisen blev en vigtig del af den kulturelle opvågning som foregik i Estland.
Der er et billede af Carl Robert Jakobson på 500 kroon-sedlen.
Eduard Magnus Jakobson var en yngre bror til Carl Robert.